# Desmodora arcospiculum
Desmodora arcospiculum är en rundmaskart som beskrevs av Allgen 1951. Desmodora arcospiculum ingår i släktet Desmodora och familjen Desmodoridae. Inga underarter finns listade i Catalogue of Life.